# Rincón del Gallo
Rincón del Gallo är en ort i Mexiko.   Den ligger i kommunen Tlapehuala och delstaten Guerrero, i den södra delen av landet, 190 km sydväst om huvudstaden Mexico City. Rincón del Gallo ligger 330 meter över havet och antalet invånare är 606.
Terrängen runt Rincón del Gallo är varierad. Runt Rincón del Gallo är det ganska tätbefolkat, med 67 invånare per kvadratkilometer. Närmaste större samhälle är Tlapehuala, 4,8 km sydväst om Rincón del Gallo. I omgivningarna runt Rincón del Gallo växer huvudsakligen savannskog.